# François de Châtillon
François de Châtillon (Châtillon-Coligny, 28 aprile 1557 – Châtillon-Coligny, 8 ottobre 1591) è stato un militare francese.
Noto anche come François de Coligny  (1557-1591), conte di Coligny e signore di Châtillon-sur-Loing era figlio di Gaspard II de Coligny (1519 – 1572) e di Charlotte de Laval (1530 – 1568), fu ammiraglio di Francia e comandante militare degli ugonotti nel corso delle guerre di religione francesi.

## Carriera militare
Fece la sua prima esperienza d'armi difendendo Montpellier durante la guerra di religione del 1576 – 1577; la cittadella fu rasa al suolo dai soldati del re e quando la situazione divenne critica, egli fece una sortita per recarsi a Bergerac (Dordogna) in cerca di rinforzi.
All'inizio della guerra della Lega Cattolica, quando il re Enrico III non aveva praticamente più sostenitori, sconfisse a Chartres il duca di Mayenne (1589).
Si distinse poi nella battaglia di Arques (settembre 1589), ove il suo arrivo alla testa di cinquecento archibugieri permise di completare la vittoria di Enrico IV

## Matrimoni e discendenza
- sposò in prime nozze Claudine de Rieux, sorella di Renée de Rieux, dalla quale non ebbe figli
- rimasto vedovo di Claudine de Rieux sposò il 18 maggio 1581 Margherita d'Ailly (? – 1604), figlia di Charles d'Ailly signore di Seigneville, dalla quale ebbe quattro figli:
  - Enrico (? – 10 settembre 1601) conte di Coligny e signore di Châtillon, morto in duello;
  - Gaspard (1584 – 1646) conte di Coligny, maresciallo di Francia;
  - Carlo, signore di Beaupont;
  - Françoise (? – 1637), che sposò nel 1602 René de Talensac, signore di Londrières.

## Ascendenza
|                               |                                                       |                                                                   | Genitori                             |  |  | Nonni |  |  | Bisnonni                     |  |  | Trisnonni                        |  |
|                               |                                                       |                                                                   |                                      |  |  |       |  |  | Jean III, signore de Coligny |  |  | Guillaume II, signore de Coligny |  |
|                               |                                                       |                                                                   |                                      |  |  |       |  |  | Jean III, signore de Coligny |  |  | Guillaume II, signore de Coligny |  |
|                               |                                                       | Catherine, signora de Saligny                                     |                                      |  |  |       |  |  | Jean III, signore de Coligny |  |  |                                  |  |
| Gaspard I, signore de Coligny |                                                       |                                                                   |                                      |  |  |       |  |  | Jean III, signore de Coligny |  |  |                                  |  |
|                               |                                                       | Eleonore de Courcelles                                            | Pierre, signore de Courcelles        |  |  |       |  |  |                              |  |  |                                  |  |
|                               |                                                       | Eleonore de Courcelles                                            | Pierre, signore de Courcelles        |  |  |       |  |  |                              |  |  |                                  |  |
|                               |                                                       | Eleonore de Courcelles                                            | Pregente de Melun-la-Borde           |  |  |       |  |  |                              |  |  |                                  |  |
| Gaspard II, conte de Coligny  |                                                       | Eleonore de Courcelles                                            |                                      |  |  |       |  |  |                              |  |  |                                  |  |
|                               |                                                       | Guillaume de Montmorency, signore d'Escouen de Thore de Chantilly | Jean II, signore di Montmorency      |  |  |       |  |  |                              |  |  |                                  |  |
|                               |                                                       | Guillaume de Montmorency, signore d'Escouen de Thore de Chantilly | Jean II, signore di Montmorency      |  |  |       |  |  |                              |  |  |                                  |  |
|                               |                                                       | Guillaume de Montmorency, signore d'Escouen de Thore de Chantilly | Marguerite d'Orgemont                |  |  |       |  |  |                              |  |  |                                  |  |
| Louise de Montmorency         |                                                       | Guillaume de Montmorency, signore d'Escouen de Thore de Chantilly |                                      |  |  |       |  |  |                              |  |  |                                  |  |
|                               |                                                       | Anne Pot, contessa di Saint-Pol                                   | Guy Pot, conte di Saint-Pol          |  |  |       |  |  |                              |  |  |                                  |  |
|                               |                                                       | Anne Pot, contessa di Saint-Pol                                   | Guy Pot, conte di Saint-Pol          |  |  |       |  |  |                              |  |  |                                  |  |
|                               |                                                       | Anne Pot, contessa di Saint-Pol                                   | Marie de Villiers de L'Isle Adam     |  |  |       |  |  |                              |  |  |                                  |  |
| François, conte de Coligny    |                                                       | Anne Pot, contessa di Saint-Pol                                   |                                      |  |  |       |  |  |                              |  |  |                                  |  |
|                               | Jean de Laval, signore de La Roche-Bernard e Bellisse | Guy XIV, conte de Laval                                           |                                      |  |  |       |  |  |                              |  |  |                                  |  |
|                               | Jean de Laval, signore de La Roche-Bernard e Bellisse | Guy XIV, conte de Laval                                           |                                      |  |  |       |  |  |                              |  |  |                                  |  |
|                               | Jean de Laval, signore de La Roche-Bernard e Bellisse | Isabelle de Bretagne                                              |                                      |  |  |       |  |  |                              |  |  |                                  |  |
| Guy XVI, conte de Laval       | Jean de Laval, signore de La Roche-Bernard e Bellisse |                                                                   |                                      |  |  |       |  |  |                              |  |  |                                  |  |
|                               |                                                       | Jeanne du Perrier, contessa de Quintin                            | Tristan du Perrier, conte de Quintin |  |  |       |  |  |                              |  |  |                                  |  |
|                               |                                                       | Jeanne du Perrier, contessa de Quintin                            | Tristan du Perrier, conte de Quintin |  |  |       |  |  |                              |  |  |                                  |  |
|                               |                                                       | Jeanne du Perrier, contessa de Quintin                            | Isabelle de Montauban                |  |  |       |  |  |                              |  |  |                                  |  |
| Charlotte de Laval            |                                                       | Jeanne du Perrier, contessa de Quintin                            |                                      |  |  |       |  |  |                              |  |  |                                  |  |
|                               |                                                       | Jacques de Daillon, signore de Lude                               | Jean II de Daillon, signore de Lude  |  |  |       |  |  |                              |  |  |                                  |  |
|                               |                                                       | Jacques de Daillon, signore de Lude                               | Jean II de Daillon, signore de Lude  |  |  |       |  |  |                              |  |  |                                  |  |
|                               |                                                       | Jacques de Daillon, signore de Lude                               | Marie de Laval                       |  |  |       |  |  |                              |  |  |                                  |  |
| Antoinette de Daillon         |                                                       | Jacques de Daillon, signore de Lude                               |                                      |  |  |       |  |  |                              |  |  |                                  |  |
|                               |                                                       | Madeleine Jeanne de Vendôme, signora d'Illiers                    | Jean de Vendôme, signore d'Illiers   |  |  |       |  |  |                              |  |  |                                  |  |
|                               |                                                       | Madeleine Jeanne de Vendôme, signora d'Illiers                    | Jean de Vendôme, signore d'Illiers   |  |  |       |  |  |                              |  |  |                                  |  |
|                               |                                                       | Madeleine Jeanne de Vendôme, signora d'Illiers                    | Marguerite de Chourses               |  |  |       |  |  |                              |  |  |                                  |  |
|                               |                                                       | Madeleine Jeanne de Vendôme, signora d'Illiers                    |                                      |  |  |       |  |  |                              |  |  |                                  |  |

| Controllo di autorità | VIAF (EN) 1275164479584126210004 · LCCN (EN) no2024040901 |